# Ugo Monye
Ugochukwu Chiedozie Monye (Islington, 13 de abril de 1983) es un ex–jugador británico de rugby que se desempeñaba como wing.

## Carrera
En decidir cuál para perseguir, Monye era afortunado que su maestro de deportes anterior Tim Richardson le puso en tacto con Arlequines U19 entrenador Colin Osborne. Cuándo el club le ofreció un contrato profesional después de que unos cuantos juegos  salte en la oportunidad y dentro 12 meses  sea un miembro  de la Inglaterra Sevens equipo que había ganado el Hong Kong Sevens. Monye Era un miembro clave de la Inglaterra Sevens equipo durante el 2002@–03 y 2003@–04 IRB Mundial Sevens Serie, y era parte del equipo que competido en el 2005 Rugbi Taza Mundial Sevens en Hong Kong. Sea también parte de los lados de sajones de la Inglaterra que ganó el Churchill Taza en 2005 y 2008. Él primero jugado para Arlequines en el amistosos contra Glasgow Guerreros en agosto 2002 y empezó la estación siguiente con cinco prueba en dos partidos que incluyen un truco de sombrero contra Rotherham @Titan en Millmoor.
Su fragancia de la línea es algo a qué Exeter los jefes atestiguarían. Puntúe cinco prueba en contra les cuándo los arlequines ganaron 70@–5 en Twickenham Stoop como el lado rugió directamente atrás al Guinness Premiership después de una estación en Nacional Uno durante qué Monye puntuable 16 prueba. Antes del 2009@–10 estación,  haya corrido en 47 en 105 juegos para el club.
Monye Puntuado su primero probar para Inglaterra en contra Escocia en Twickenham en las Seis Naciones el 21 de marzo de 2009.
Monye Hizo su debut de Inglaterra en Inglaterra  39@–13 victoria sobre el Pacific Islanders en Twickenham en 2008 y empezó el resto del otoño internationals en contra Australia, Sudáfrica y Nueva Zelanda.

## Leones británicos
Seleccionado para la visita de los Lions a Sudáfrica en 2009 e hizo el XV para la primera Prueba en Durban donde  arrime a puntuar dos prueba. En la primera mitad  esté impedido de puntuar tan  bucee sobre el probar línea pero Jean de Villiers conseguía su mano debajo la pelota para impedir un probar. En las etapas últimas de la segunda mitad, Monye era a través de para puntuar pero estuvo emprendido por Morne Steyn y control perdido de la pelota.
Los Leones perdieron la Prueba y Monye también perdió su sitio que es reemplazado por Luke Fitzgerald. Los Leones perdieron la segunda Prueba y Monye estuvo recordado, redimiendo él con un 70-el metro interceptó probar como los Leones orgullo restaurado, perdiendo la serie 2@–1.  Sea los Leones más altos  probar anotador de la visita con 5 prueba.
En septiembre 2010, Ugo padeció una carrera daño amenazante y después de que cirugía  sea sidelined para 12 semanas. Esto gobernado le fuera del equipo de Inglaterra de Martin Johnson para la Serie de Prueba del Otoño y consiguientemente las 2011 Seis Naciones torneo. Regrese para jugar para Arlequines quién  ayude para ganar el Amlin Taza de Reto, antes de ser nombrado en el equipo de formación de la Inglaterra para el 2011 Rugbi Taza Mundial al final de la estación.
El 24 de marzo de 2015, Monye anunció  se retire al final de la estación.